# Suga-T
Suga-T (* Tenina Stevens) ist eine US-amerikanische Rapperin aus Vallejo, Kalifornien. Ihre Musik wurde auch unter den alternativen Schreibweisen Suga T und Sugar T. veröffentlicht.

## Biografie
Suga-T wuchs im selben Haushalt auf wie ihre beiden Brüder E-40 und D-Shot und ihr Cousin B-Legit. Zusammen mit diesen gründete sie die Gruppe The Click.
Über das Label von E-40, Sick Wid It Records, veröffentlichte sie 1994 ihr Debütalbum „It’s All Good“. Es konnte sich in den genrespezifischen Charts „R&B Albums“ des Billboard-Magazins auf Position 88 platzieren.
Nachdem Sick Wid It Records einen Vertriebsvertrag mit Jive Records abgeschlossen hatte, erschien darüber 1996 Suga-Ts zweiter Langspieler „Paper Chasin’ (4Eva Hustlin’)“. Es wurde ihr größter kommerzieller Erfolg und gelangte auf Platz 193 der Billboard 200.
Abgesehen von der als Teil von The Click eingespielten Musik erreichte danach keines ihrer Werke mehr offizielle Verkaufslisten.
Dennoch folgten 2000 und 2006 noch die zwei Alben „Gettin’ It“ und „Be About It! The New Me“. Nach dem 2010 veröffentlichten Mixtape „The Return of Suga – The Best Is Yet To Come...“ wurden noch die beiden EPs „The All Woman Show“ (2011) und „Tenina – Unbreakable Me“ (2013) herausgegeben.
Darüber hinaus unterstützte Suga-T 2014 die damalige Bürgermeisterin Oaklands, Jean Quan, bei ihrer nicht erfolgreichen Wiederwahlkampagne mit der Single „Woman – We Rise Together“. Teile der Einkünfte hieraus wurden an Quans Kampagne gespendet.
Suga-T besitzt außerdem die Unternehmen Hip Hop Mom Productions und Sprinkle Me Boutique, über das selbst kreierte Wellness-Produkte vertrieben werden. Des Weiteren betätigt sie sich als Coach und arbeitet an einem sozialen Projekt, das Jugendliche wieder in ihre Familien und die Gesellschaft eingliedern will, um so deren Abdriften in die Kriminalität zu verhindern.

## Diskografie
Alben
- 1994: It’s All Good
- 1996: Paper Chasin’ (4Eva Hustlin’)
- 2000: Gettin’ It
- 2006: Be About It! The New Me

EPs
- 2011: The All Woman Show
- 2013: Tenina – Unbreakable Me

Singles
- 2014: Woman – We Rise Together

Mixtapes
- 2010: The Return of Suga – The Best Is Yet To Come...